# Lucia Filippini
Lucia Filippini, född 13 januari 1672 i Corneto, Toscana, Italien, död 25 mars 1732 i Montefiascone, Lazio, Italien, var en italiensk jungfru och ordensgrundare. Lucia Filippini vördas som helgon inom Romersk-katolska kyrkan. Hennes minnesdag firas den 25 mars.

## Biografi
Vid 20 års ålder grundade Lucia Filippini tillsammans med väninnan Rosa Venerini och kardinalen Marcantonio Barbarigo ett ordenssällskap med unga flickors kristna uppfostran som uppgift. Sällskapet tog namnet Maestre Pie (italienska ”fromma lärarinnor”). Lucia utsågs 1704 till generalföreståndarinna. Efter hennes död 1732 kallade sällskapet sig för Maestre Pie Filippini, och 1760 godkände påven Clemens XIII dess ordensstadgar.
Lucia Filippini helgonförklarades 1930 och har fått sitt sista vilorum i katedralen i Montefiascone.